# Tamer El Sawy
Tamer El Sawy (arabisch تامر الصاوي, DMG Tāmir aṣ-Ṣāwī, geboren am 11. Februar 1972 in Kairo) ist ein ehemaliger ägyptischer Tennisspieler.

## Karriere
Bereits im Juniorenbereich feierte Tamer El Sawy erste Erfolge. So erreichte er 1989 in Wimbledon und 1990 bei den US Open das Achtelfinale im Einzel und im Doppel bei den US Open das Viertelfinale. 1990 ging El Sawy in die Vereinigten Staaten und studierte an der Louisiana State University. Für die LSU Tigers spielte er im Einzel und im Doppel und war in beiden Disziplinen zwischen 1991 und 1993 jeweils dreimal All-American.
Ab 1993 spielte El Sawy bei Challenger-Turnieren auf internationaler Ebene. Im Folgejahr gelangen ihm in Rom gemeinsam mit Mark Knowles und in Sofia mit Tom Kempers zwei Doppeltitel auf der Challenger-Tour. 1995 folgte ein weiterer Doppeltitel in Montauban und sein erster Einzeltitel beim Turnier im New Yorker Stadtteil Bronx, den er 1996 verteidigen konnte. Insgesamt gewann El Sawy während seiner Karriere sechs Doppel- und zwei Einzeltitel bei Challengern.
Zwischen 1988 und 1998 trat er in 16 Begegnungen für die ägyptische Davis-Cup-Mannschaft an. Er gewann 22 von 45 Matches.
2002 bestritt er sein letztes Challenger-Turnier.
Er nahm später die US-amerikanische Staatsbürgerschaft an. Er arbeitet als Trainer, unter anderem trainierte er Vasek Pospisil, und betreibt in Tampa, Florida, ein Tenniszentrum.

## Erfolge
| \| Legende \| \| Grand Slam \| \| Tennis Masters Cup \| \| ATP Masters Series \| \| ATP Championship Series ATP International Series Gold \| \| ATP World Series ATP International Series \| \| ATP Challenger Series (8) \| |
| Legende |
| Grand Slam |
| Tennis Masters Cup |
| ATP Masters Series |
| ATP Championship Series ATP International Series Gold |
| ATP World Series ATP International Series |
| ATP Challenger Series (8) |

### Einzel

#### Turniersiege
| Nr. | Datum           | Turnier   | Belag     | Finalgegner   | Ergebnis      |
| --- | --------------- | --------- | --------- | ------------- | ------------- |
| 1.  | 14. August 1995 | Bronx (1) | Hartplatz | Hicham Arazi  | 5:7, 6:3, 6:2 |
| 2.  | 12. August 1996 | Bronx (2) | Hartplatz | Pablo Campana | 6:1, 6:4      |

### Doppel

#### Turniersiege
| Nr. | Datum            | Turnier   | Belag     | Partner       | Finalgegner                          | Ergebnis      |
| --- | ---------------- | --------- | --------- | ------------- | ------------------------------------ | ------------- |
| 1.  | 25. April 1994   | Rom       | Sand      | Mark Knowles  | Tom Kempers Fernon Wibier            | 6:4, 6:3      |
| 2.  | 6. Juni 1994     | Sofia     | Sand      | Tom Kempers   | Gábor Köves Patrick Mohr             | 6:2, 6:7, 6:3 |
| 3.  | 3. Juli 1995     | Montauban | Sand      | Robert Devens | Clinton Ferreira Aleksandar Kitinov  | 7:5, 6:4      |
| 4.  | 3. Juni 1996     | Medellín  | Sand      | Pablo Campana | Eyal Ran Maurice Ruah                | 7:5, 6:1      |
| 5.  | 6. Oktober 1997  | Barcelona | Sand      | Nuno Marques  | Dinu Pescariu Davide Sanguinetti     | 6:1, 6:2      |
| 6.  | 3. November 1997 | Puebla    | Hartplatz | Maurice Ruah  | Massimo Ardinghi Vincenzo Santopadre | 7:6, 7:5      |